# Calileptoneta californica
Calileptoneta californica är en spindelart som först beskrevs av Banks 1904.  Calileptoneta californica ingår i släktet Calileptoneta och familjen Leptonetidae. Inga underarter finns listade.